# Caria vejento
Caria vejento är en fjärilsart som beskrevs av Clench 1967. Caria vejento ingår i släktet Caria och familjen Riodinidae. Inga underarter finns listade i Catalogue of Life.